# Choi Yong-sul
Choi Yong-sul (hangul : 최용술 ; 9 novembre 1904 – 15 juin 1986) est le fondateur du hapkido. Il est honoré des titres doju (도주 ; 道主) et changsija (창시자 ; 創始者), mot signifiant « fondateur ». Le Hapkido, le Hwa Rang Do moderne, le Kuk Sool Won, et d'autres arts moins connus comme le Han Pul ont été fortement influencés par l'enseignement de maître Choi.

## Enfance et apprentissage

### Enfance (1904 - 1913)
L'année communément acceptée pour la naissance de Choi Yong-sul est 1904, mais certaines sources datent sa naissance en 1899. Cette confusion peut être attribuée à plusieurs facteurs comme le fait que Choi ait perdu ses parents à l'âge de deux ans, l'état civil peu organisé de la Corée des années 1900, et la manière de calculer l'âge en Corée.
Né dans le village de Yeongdong (영동, province du Chungcheongbuk-do, non loin de la ville de Taegu) en Corée du Sud, Choi Yong-sul (최 용술, 崔龍述, 1904-1986) est orphelin à l'âge de deux ans, et élevé par sa tante. Il est ensuite enlevé par le Japon en 1912 pendant l'occupation de la Corée. La pratique était alors courante chez les militaires japonais d'enlever des enfants coréens et de les assigner aux travaux forcés. Choi Yong-sul, quant à lui, a raconté avoir été enlevé par un certain Morimoto, marchand de bonbons sans enfants qui voulait l'adopter. Cependant, à l'époque, les japonais étaient très nationalistes et se considéraient comme une race supérieure, c'est pourquoi il est plus probable que les projets de Morimoto aient été de faire de Choi un servant ou un esclave. Il est fort possible que Choi, qui n'avait que sept ans à l'époque, ait mal compris les intentions de son ravisseur. En effet, à cause de son tempérament très fort, Choi Yong-sul parvint rapidement à fausser compagnie à Morimoto dans la ville de Moji, au Japon, et ne put donc pas vérifier ce que ce dernier voulait faire de lui,. Après cela, Choi voyagea jusqu'à Osaka, où il commença à mendier. Rapidement arrêté pour vagabondage par la police qui ne trouva pas de parents à qui le ramener, Choi fut alors envoyé dans un temple bouddhiste qui recueillait les orphelins à Kyoto, sous la direction du moine Wantanabe Kintaro.
Choi passa deux années à étudier au temple, pendant lesquelles il éprouva de grandes difficultés à l'école et avec les autres enfants, à cause de son japonais approximatif et de ses origines coréennes. Son tempérament hargneux et ses difficultés à s'intégrer firent de lui un enfant bagarreur. Interrogé sur la façon dont il s'était orienté vers les arts martiaux, Choi raconta qu'un jour le moine Wantanabe l'interrogea sur ce qu'il voulait faire de sa vie, à quoi Choi répondit : « apprendre à me battre » en désignant les fresques murales du temple, qui représentaient des scènes de combat et qui l'avaient toujours fasciné.

### Daitoryu Aikijujutsu (1913 - 1943)
En 1913, Wantanabe présenta Choi à Takeda Sōkaku, descendant d'une longue lignée de Samouraïs et 32e patriarche d'une forme de jujutsu connue sous le nom de Daitōryū aikijūjutsu (大東流合気柔術). Le Daitōryū Aikijūjutsu est un système de combat à mains nues basé sur les techniques de sabre et le jujutsu des Samouraïs, notamment étudié par Morihei Ueshiba, fondateur de l'Aïkido, sous la direction de Takeda.
Il existe une controverse quant à l'enseignement reçu par Choi Yong-sul chez la famille Takeda.
Certains de ses élèves les plus récents soutiennent que Choi a été adopté par Takeda Sokaku qui en aurait fait son élève puis son assistant direct pendant les entraînements de Daitoryu, que Choi aurait été chef de l'équipe de démonstration de Daitoryu à Hawaï (vers 1932), et qu'il serait le seul à avoir maîtrisé l'ensemble des techniques du Daitoryu.
Cependant, ses anciens élèves et les historiens défendent la thèse selon laquelle Choi n'aurait été qu'un serviteur de la famille Takeda et aurait appris le Daitoryu de manière bien plus informelle,. En effet, les coréens étaient purement et simplement méprisés par les japonais, ce qui rend peu probable l'hypothèse de l'adoption (de plus, les enfants de Takeda affirment n'avoir jamais connu Choi). Par ailleurs, Choi Yong-sul, renommé Yoshida Asao (?田 朝男) par les Japonais, ne figure nulle-part sur les registres de la Daitoryu, ni sous son nom coréen, ni sous son nom japonais. Toutefois, Kisshomaru Ueshiba, le fils de Morihei Ueshiba, confirme que son père aurait été le senior d'un jeune Coréen à certains séminaires de Daito-ryu (il ne nomme pas Choi expressément dans sa réponse), ce qui laisse penser que s'il s'agit de Choi, il aurait tout de même été autorisé à participer à certains entraînements.
Quoi qu'il en soit, toutes les versions s'accordent sur le fait que Choi Yong-sul a passé plus de 30 ans dans l'entourage plus ou moins proche de Takeda Sokaku, et qu'il y a appris les techniques du Daitoryu Aikijujutsu, jusqu’à la mort du maître japonais en 1943.
Durant sa vie au Japon, Choi Yong-sul se maria et en 1942 il eut un fils qu'il appela Choi Bok-yeul.
À la fin de la Seconde Guerre mondiale, la Corée étant libérée de la domination japonaise, Choi Yond-sul regagne son pays d'origine. Il arriva à Busan, puis continua jusqu’à Yeongdong, son village natal. Comme personne ne l’y attendait plus, il repartit vers Daegu et s'y installa.

## Développement du Hapkido

### Les débuts (1948)
En février 1948, il rencontra Su Bok-sup (서 복섭), alors âgé de 24 ans, qui deviendrait son premier étudiant. Celui-ci était le fils du directeur d’une fabrique de Makju (une sorte d’alcool). Choi était vendeur ambulant de gâteaux de riz dans la rue pour subvenir aux besoins de sa famille et il venait à la fabrique pour récupérer des grains résidus de la fermentation pour nourrir son cochon. Un jour, une bagarre impliquant Choi éclata et Su descendit pour la stopper. C’est alors qu’il remarqua les techniques utilisées par celui-ci : elles lui étaient inconnues, bien qu’il fût à l’époque 1er Dan de Yudo (adaptation coréenne du Judo, héritée de la domination japonaise). Il le fit venir dans son bureau afin que celui-ci lui démontre ses techniques. Choi lui demanda alors de lui faire une prise de Yudo, mais lorsque Su s'exécuta, Choi contra aisément sa technique. Choi appelait alors sa technique Yawara (야와라 ; 柔術, en coréen Yu Sul 유술) et Su prit sa première leçon dès le jour suivant. Quelques années après, Choi devint le Garde du Corps du père de Su. Su Bok-Sup est reconnu comme le tout premier ceinture noire de l'art connu aujourd'hui sous le nom de Hapkido, sous la direction de Choi Yong-sul.
Au fur et à mesure de son développement, le Yu Sul devint Yu Kwon Sool (유권술 ; 柔拳術), afin de se différencier du Yu Do, puis Hap Ki Yu Kwon Sool (합기 유권술 ; 合氣柔拳術), en référence à l'Aikijujutsu d'origine (le terme japonais Aiki se traduisant Hapki en coréen).

### Premiers élèves (1949 - 1956)
Le 12 février 1951, Choi et Su ouvrirent le Daehan Hapki-Yukwonsul Dojang (대한 합기 유권술 도장). Choi choisit le nom de Yukwonsul pour son art parce qu’il pensait que le terme Yusul pouvait se confondre aisément avec le Jûdô (en Coréen : Yudo). Cette même année, ils firent leur première démonstration publique de Hapki-Yukwonsul à l’Université de Daegu. Parmi les élèves les plus importants du Dojang à cette époque figuraient Kim Moo-hong (김무홍) et Moon Jong-won (문종원).
Choi était un instructeur exigeant et dur, blessant parfois ses élèves. Il y avait des cours collectifs le matin et le soir, et des cours particuliers durant la journée. Il enseignait souvent à une seule personne à la fois. C’est ce dernier point qui est important car il explique qu’il y ait tant de courants de Hapkido alors que tous les Maîtres de ces courants avaient eu un même professeur. Choi donnait un enseignement personnalisé qui dépendait du physique et du degré d’avancement de chaque élève. Chacun avait donc acquis une part plus ou moins importante de ses connaissances et bien peu peuvent se prévaloir d’avoir reçu un enseignement complet.
Choi donnait également des cours privés chez lui, au cours desquels il forma notamment un certain Ji Han-jae dès 1949 (bien qu'il fût très jeune à l'époque, il obtint bientôt le quatorzième diplôme de premier dan), ainsi que Seo In-Sun (élève de Moon Jong-won), Han Bong-soo (élève de Ji Han-jae) et les frères Lee Joo-bang (Hangul: 이주방, fondateur du Hwa Rang Do) et Joo-Sang. Ce noyau dur d'élèves de "première génération" est connu pour s'être beaucoup entraînés ensemble pendant une certaine période qui a suivi, tantôt au Dojang de Kim Moo-hong, tantôt à celui de Ji Han-jae. Le frère de Seo In-sun, Suh In-hyuk (Hangul: 서인혁, fondateur du Kuk Sool Won), est également supposé avoir pris part à ces séances d'entraînement.

### Développement (1956 - 1961)
En 1956, Ji Han-jae obtint son troisième dan de Yu Kwon Sul, ouvrit son propre Dojang à Andong, sa ville natale, et le nomma An Moo Kwan. Il y enseigna notamment à Yu Yong-wu (son assistant), Kwon Tae-man et Oh Se-lim.
Autour de 1958, Choi et Su ouvrirent chacun leur propre dojang à Daegu. Choi appela son école Soo Duk Kwan, et Su nomma la sienne Joong Ang Kwan, et fit de Kim Moo-hong son assistant (il lui décerna un quatrième dan). C'est dans cette école que s'entraîna Kim Yong-man (Moo Moo Kwan). C’est aussi en 1958 que Ji Han-jae déménagea à Séoul et établit la célèbre école Sung Moo Kwan dont sont issus de nombreux Grands Maîtres de Hapkido comme Kim Duk-in (Duk Moo Kwan), Kim Myung-yong (Jin Jung Kwan) et Myung Jae-nam (fondateur du Hankido). À cette époque, le style prit provisoirement le nom de Hapkido.
En 1961, Ji Han-jae et Kim Moo-hong incorporèrent officiellement les techniques de pieds issues du Taekkyon au Hapkido. Avec le soutien de Ji Han-jae, Kim Moo-hong ouvrit également sa propre école, le Sin Moo Kwan. En parallèle, Seo In-sun, alors troisième dan de Hapkido, fonda le Kuk Sool Kwan.
En 1965, le très prometteur Lim Hyun-su commença à étudier le Hapkido au Dojang de Maître Choi Yong-sul, qu'il fréquenterait continuellement jusqu'à sa fermeture.

## Préservation du Hapkido traditionnel

### L'Association Coréenne de Kido (1963 - 1973)
En 1963, Choi devint le premier Président d'honneur de l'Association Coréenne de Kido (Daehan Ki Do Hwe; Hangul: 대한 기도회), et nomma l'un de ses élèves, Kim Jung-yun (Hangul: 김정윤), Secrétaire Général de l'association. Le nom Kido (気道) avait temporairement été choisi à la place de Hapkido (合気道) à cause de la confusion avec l'Aikido de Morihei Ueshiba, qui s'écrivait avec les mêmes caractères 合 (Ai/Hap), 気 (Ki) et 道 (Do). En 1968, les élèves les plus hauts gradés de Choi Yong-sul étaient Ji Han-jae, Lee Joo-bang et Kim Moo-hong, tous trois huitième dan.
Cependant, des dissensions politiques éloignèrent les différents leaders du Hapkido, qui se désolidarisèrent de l'association les uns après les autres. En 1965, Ji Han-jae quitta l'association et créa l'Association de Hapkido de Corée, revenant au nom Hapkido sous la pression de ses élèves. En 1968, Lee Joo-bang fonda son propre art martial, le Hwa Rang Do. En 1971, Kim Moo-hong, après avoir enseigné aux États-Unis pendant un an à la demande du Kido, fonda l'Association Coréenne de Hapkido (Hangook Hapkido Hwe). En 1972, Kim Jung-yun fonda le Han Pul, mais il resta malgré tout très proche de Choi.
Enfin, en 1973, Ji Han-jae, Kim Moo-hong et Myung Jae-nam (élève de Ji Han-jae depuis 1958, il fondera le Hankido et le Hankumdo dans les années 1980) fusionnèrent leurs associations respectives pour former la République des Associations Coréennes de Hapkido, dont Ji Han-jae fut le premier Président, et Oh Se-lim le deuxième.

### L'héritage du Hapkido (1973 - 1987)
Parmi les élèves restés proches de lui, Choi Yong-sul s'attacha à former de façon complète des successeurs fidèles à ses techniques (il n'approuvait pas l'ajout des coups de pied, des armes et de la méditation à son art), avec l'espoir de les voir unifier les différentes organisations de Hapkido. Au cours de cette période, les élèves les plus importants de Choi Yong-sul furent Choi Bok-yeul (son fils qu'il entraînait depuis son plus jeune âge), Chang Chin-il (son successeur direct au titre de Doju), Lim Hyun-su (fondateur du Jung Ki Kwan), Lee Yong-su (décédé) et Kim Yun-sang (fondateur du Hapkiyusul), qui se joignit à lui en 1973. En 1976, Choi ferma son Dojang et rejoignit son élève Lim Hyun-su pour enseigner au Jung Ki Kwan. En 1980, il donna son nom à l'école créée par Kim Yun-sang et Lee Yong-su, qui devint ainsi la Yong Sul Kwan. C'est également cette année là que Doju Choi décerna le tout premier neuvième dan de son style, à son meilleur élève Chang Chin-il. Bientôt suivirent Lim Hyun-su, Lee Yong-su, et enfin Kim Yun-sang en 1984.
En 1982, Choi Yong-sul se rendit aux États-Unis dans une ultime tentative pour amorcer l'unification les différentes factions du Hapkido. Dans ce dessein, il transmit en 1985 son titre de Doju à son élève Chang Chin-il. Malheureusement, Chang n'avait pas l'ambition d'accomplir une telle unification sous sa propre autorité, et se contenta de transmettre les techniques de Choi dans son école, située à New York.
Choi Yong-sul mourut le 27 octobre 1986 et fut enterré à Taegu, laissant un art martial diffusé, modifié et divisé par différents Maîtres.
À peine un an après le décès de son père, c'est Choi Bok-yeul qui trouva tragiquement la mort, en 1987.
Afin de réaliser le souhait de Doju Choi de voir son art transmis à travers les générations dans toute sa pureté, Kim Yun-sang fonda en 1987 le Hapkiyusul, art martial différencié du Hapkido par sa grande unité et sa fidélité totale aux enseignements de Choi Yong-sul. Il garde encore à l'heure actuelle des liens étroits avec la famille Choi (il se considère d'ailleurs comme troisième Doju de son propre art martial, après Choi Yong-sul et Choi Bok-yeul). Il fait partie, avec Chang Chin-il et Lim Hyun-su, des trois anciens neuvièmes dan à enseigner encore aujourd'hui le Hapkido tel que Doju Choi le leur a appris, sans aucun ajout ni modification,.

## Controverse: le nom Hapkido
Il existe une inextricable controverse quant aux origines du Hapkido : si certains attribuent sa création à Choi Yong-sul, d'autres considèrent que c'est son élève, Ji Han-jae, qui fonda cet art martial. Une explication plausible pourrait être la suivante : à l'époque où il fonda son style (indubitablement différent de celui enseigné par Choi Yong-sul, puisqu'il y ajouta les coups de pied du Taekkyon ainsi que des techniques de bâton coréen), Ji Han-jae n'avait que 22 ans, et était toujours l'élève de Choi Yong-sul. Par respect pour son maître, Ji Han-jae aurait proposé le nom « Hapkido » à Choi Yong-sul avant de l'adopter pour son propre art, et celui-ci aurait décidé d'enseigner lui aussi sous le nom de Hapkido. Toutefois, ceci n'est qu'une théorie parmi tant d'autres, et il convient soit de s'en tenir à distinguer le Hapkido dit « moderne » de Ji Han-jae (où figurent les techniques de bâton long et court du Samrangdo et les coups de pied du Taekkyon), et le Hapkido dit « traditionnel » de Choi Yong-sul (qui s'inscrit dans la continuité du Yu Kwon Sul), soit d'accepter que le Hapkido ait eu non pas un mais deux pères fondateurs.

## Élèves
Beaucoup de gens ont prétendu avoir étudié le Hapkido sous la direction de Choi Yong-sul, et il est souvent difficile de vérifier si ces affirmations sont exactes ou non. Voici une liste de personnes ayant étudié avec Doju Choi pendant une période prolongée.
- Chang Chin-il (a reçu le titre de deuxième Doju de la lignée directe du Hapkido, des mains de Dojunim Choi le 15 janvier 1985)
- Su Bok-sup (서복섭 ; le premier étudiant de Choi en 1948)
- Ji Han-jae (지한재 ; élève #14 de Choi en 1955, Fondateur de l'Association de Hapkido de Corée et du Sin Moo Hapkido, ainsi que de la Sung Moo Kwan à Séoul)
  - Kwon Tae-man (권태만 ; fonda le premier Dojang de Hapkido à Incheon)
  - Kim Yong-jin (김용진 ; Fondateur de la Ulchi Kwan)
  - Myung Jae-nam (명재남 ; Fondateur du Hankido et du Hankumdo)
  - Oh Se-lim (오세림 ; ancien président de la Korea Hapkido Federation)
  - Myung Kwang-sik (명광식 ; Fondateur de la World Hapkido Federation)
- Kim Moo-hong (김무홍 ; élève de Choi en 1955, Fondateur de l'Association Coréenne de Hapkido et de la Sin Moo Kwan à Daegu)
  - Kim Jeong-soo (김정수 ; enseigne toujours à Daegu)
  - Won Kwang-hwa (원광화 ; Fondateur de la Moo Sool Kwan)
- Moon Jong-won (문종원 ; élève de Choi en 1955, Fondateur de la Won Moo Kwan à Busan)
  - Kim Jeong-yoon (김정윤 ; premier Secrétaire Général de l'Association Coréenne de Kido et Fondateur du Han Pul)
  - Seo In-sun(서인혁; ancien président de la Korea Kido Association, Fondateur de la World Kido Federation et de la Hanminjok Hapkido Federation)
- Yoo Byung-don (유병돈 ; Fondateur du Han Kuk Jeong Dong Hapkido, le Hapkido Orthodoxe)
- Han Bong-soo; (auteur, consultant et acteur célèbre dans des films d'arts martiaux)[17]
- Lim Hyun-su (élève s'étant entraîné au Dojang de Choi pendant la plus longue période soit 16 ans)
- Choi Bok-yeol (le fils de Choi Yong-sul)
- Kim Yun-Sang (fondateur du Hapkiyusul)